# Prisma de Abbe

Prisma de Abbe.

Un prisma de Abbe es un tipo de prisma óptico inventado por el físico alemán Ernst Abbe. Es un prisma dispersivo de desviación constante usado para separar una determinada longitud de onda de un haz luminoso.
El prisma es un bloque de vidrio de base triangular con ángulos a 30°-60°-90°. Al incidir la luz en el lado entre los ángulos a 60° y 90° se refracta y por un proceso de reflexión interna total sale por el lado entre los ángulos a 60° y 30°, refractándose de nuevo a su salida del prisma. El prisma está creado de tal forma que una longitud de onda en particular salga del prisma con un ángulo de incidencia de exactamente 60° con respecto a la trayectoria original, siendo esta la mínima desviación posible, teniendo todas las demás longitudes de onda un ángulo de desviación mayor. Se puede seleccionar esta longitud de onda variando el ángulo de incidencia del haz de luz entrante.
Un instrumento similar es el prisma de Pellin-Broca. El prisma de Abbe no debe sin embargo confundirse con los prismas Abbe-Koenig, Porro o los Schmidt-Pechan que no son dispersivos sino reflexivos.
- Datos: Q306177